# 반사 방지 코팅

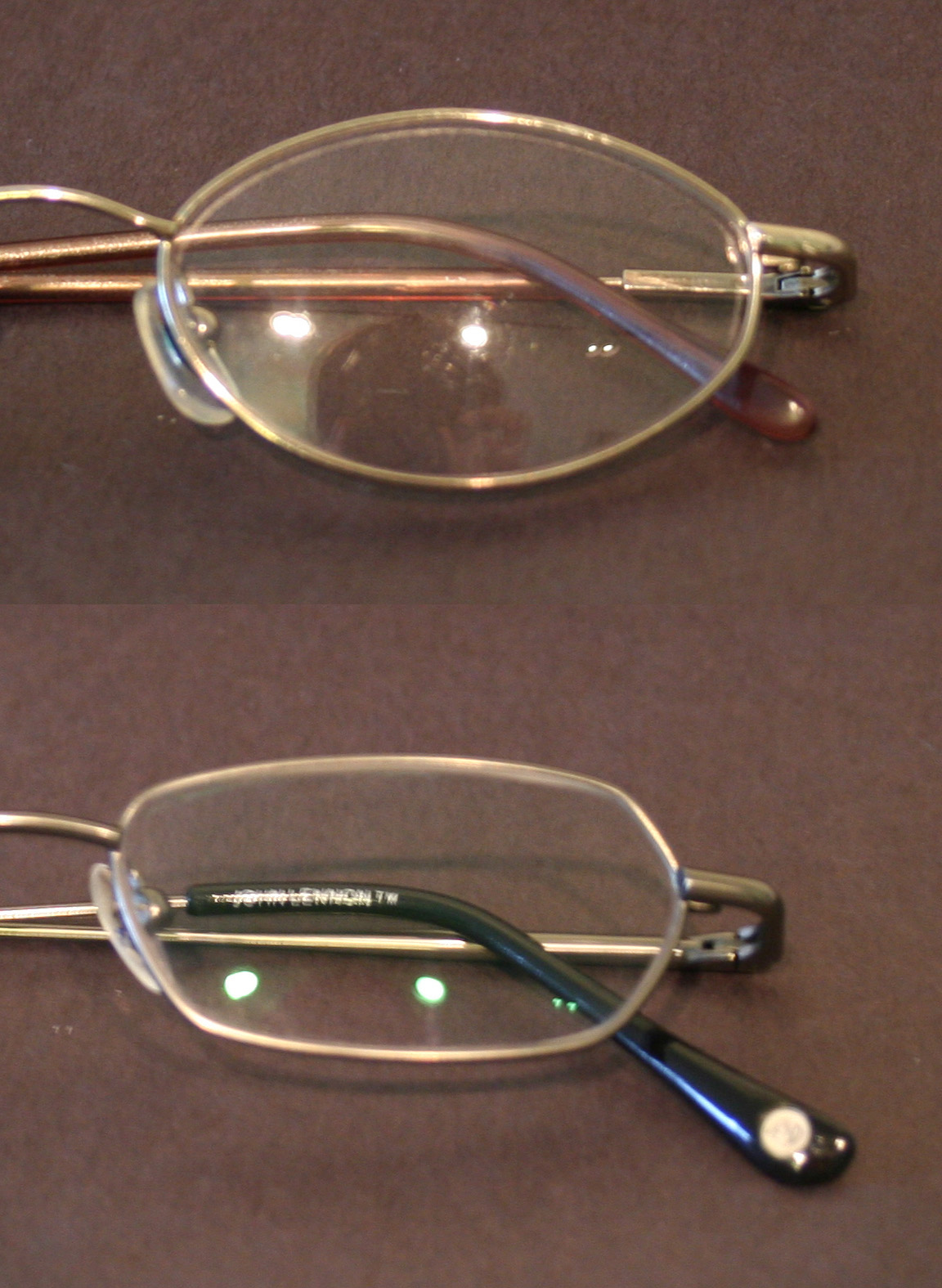
무코팅 안경 렌즈(위)와 반사 방지 코팅 렌즈. 코팅된 렌즈의 반사는 특정 파장에서 다른 파장보다 코팅이 더 잘 작동하기 때문에 색조를 띤다.

반사 방지 코팅(Anti-reflective coating, AR)은 렌즈나 다른 광학 요소, 태양 전지 표면에 적용되어 반사를 줄이는 광학 코팅의 한 종류이다. 일반적인 영상 시스템에서는 반사로 인해 손실되는 빛이 적으므로 효율성이 향상된다. 사진기, 쌍안경, 망원경, 광학 현미경과 같은 복잡한 시스템에서는 반사 감소가 미광 제거를 통해 이미지의 대비를 개선하기도 한다. 이는 행성 천문학에서 특히 중요하다. 다른 응용 분야에서는 안경 렌즈에 코팅을 하여 착용자의 눈이 다른 사람에게 더 잘 보이게 하거나, 은밀한 관찰자의 쌍안경이나 망원 조준경에서 발생하는 눈부심을 줄이는 코팅과 같이 반사 자체를 제거하는 것이 주된 이점이다.
많은 코팅은 대비되는 굴절률을 가진 층들이 교대로 배열된 투명한 박막 광학 구조로 구성된다. 층의 두께는 계면에서 반사되는 빛의 상쇄간섭을 일으키고, 해당 투과된 빛의 보강 간섭을 일으키도록 선택된다. 이로 인해 구조의 성능이 파장과 입사각에 따라 달라지며, 따라서 사각에서는 종종 색상 효과가 나타난다. 이러한 코팅을 설계하거나 주문할 때 파장 범위를 지정해야 하지만, 비교적 넓은 주파수 범위에서 좋은 성능을 얻을 수 있다. 일반적으로 적외선, 가시광선 또는 자외선 중 하나를 선택할 수 있다.

## 응용 분야

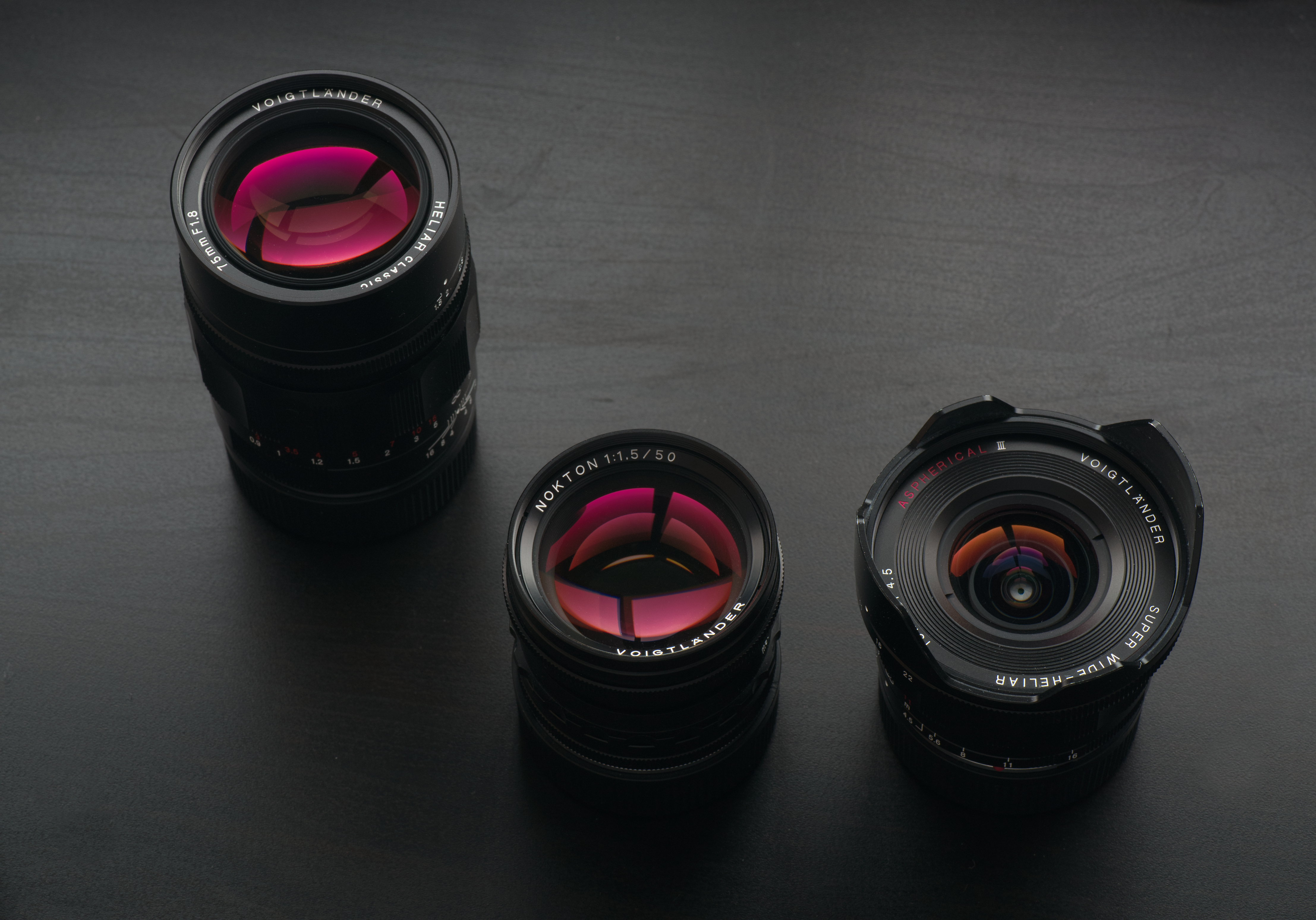
반사 방지 코팅은 종종 카메라 렌즈에 사용되어 렌즈 요소에 독특한 색상을 부여한다. 이러한 색상은 코팅의 반사 방지 특성에 의해 가장 적게 영향을 받는 가시광선의 파장을 나타낸다. 코팅의 두께에 따라 다양한 색상이 생성될 수 있다. 코팅 두께가 수십 나노미터 증가하거나 감소하면 색상이나 색조가 급진적으로 변할 수 있다.

반사 방지 코팅은 빛이 광학 표면을 통과하고 낮은 손실 또는 낮은 반사가 필요한 다양한 응용 분야에서 사용된다. 예를 들어 교정 렌즈 및 카메라 렌즈 요소의 눈부심 방지 코팅, 태양 전지의 반사 방지 코팅 등이 있다.

### 교정 렌즈
안경사는 반사 감소가 렌즈의 미적 외관을 향상시키기 때문에 "반사 방지 렌즈"를 추천할 수 있다. 이러한 렌즈는 종종 눈부심을 줄인다고 하지만, 그 감소는 매우 미미하다. 반사를 제거하면 약간 더 많은 빛이 통과하여 대비와 시력이 약간 증가한다.
반사 방지 안과 렌즈는 선글라스에만 있는 편광 렌즈와 혼동해서는 안 된다. 편광 렌즈는 모래, 물, 도로와 같은 표면에서 반사되는 햇빛의 가시적인 눈부심을 (흡수를 통해) 감소시킨다. "반사 방지"라는 용어는 렌즈에 도달하는 빛의 원점이 아닌 렌즈 자체 표면에서의 반사와 관련된다.
많은 반사 방지 렌즈에는 물과 지방을 튕겨내어 깨끗하게 유지하기 쉽게 하는 추가 코팅이 포함되어 있다. 반사 방지 코팅은 특히 고굴절률 렌즈에 적합하다. 이들은 코팅이 없는 경우 저굴절률 렌즈보다 더 많은 빛을 반사하기 때문이다(프레넬 방정식의 결과). 또한 고굴절률 렌즈를 코팅하는 것이 일반적으로 더 쉽고 저렴하다.

### 포토리소그래피
반사 방지 코팅(ARC)은 미세전자공학 포토리소그래피에서 기판 표면의 반사와 관련된 이미지 왜곡을 줄이는 데 자주 사용된다. 다양한 유형의 반사 방지 코팅은 포토레지스트 전(하단 ARC 또는 BARC) 또는 후속으로 적용되며, 정상파, 박막 간섭, 정반사를 줄이는 데 도움이 된다.

### 태양 전지
태양 전지는 종종 반사 방지 코팅으로 덮여 있다. 사용된 재료에는 불화 마그네슘, 질화 규소, 이산화 규소, 이산화 타이타늄, 산화 알루미늄 등이 있다.

## 유형

### 굴절률 정합
가장 간단한 형태의 반사 방지 코팅은 1886년 제3대 레일리 남작 존 윌리엄 스트럿에 의해 발견되었다. 당시 사용 가능한 광학 유리는 환경과의 화학 반응으로 인해 시간이 지남에 따라 표면에 변색이 생기는 경향이 있었다. 레일리는 오래되고 약간 변색된 유리 조각들을 시험했고, 놀랍게도 새롭고 깨끗한 조각들보다 더 많은 빛을 투과시킨다는 것을 발견했다. 변색은 공기-유리 계면을 두 개의 계면, 즉 공기-변색 계면과 변색-유리 계면으로 대체한다. 변색은 유리와 공기 사이의 굴절률을 가지기 때문에, 이들 각 계면은 공기-유리 계면보다 적은 반사를 보인다. 사실, 두 반사의 총합은 "맨" 공기-유리 계면보다 적으며, 이는 프레넬 방정식으로 계산할 수 있다.
한 가지 방법은 거의 연속적으로 변화하는 굴절률을 가진 점진적 굴절률(GRIN) 반사 방지 코팅을 사용하는 것이다. 이를 통해 넓은 주파수 대역과 입사각에 대한 반사를 줄일 수 있다.

### 단일층 간섭
가장 간단한 간섭 반사 방지 코팅은 기판 굴절률의 제곱근과 같은 굴절률을 가진 단일 투명 재료의 얇은 층으로 구성된다. 공기 중에서 이러한 코팅은 이론적으로 코팅 내 파장이 코팅 두께의 4배와 같은 빛에 대해 반사율이 0이 된다. 또한 중심 주변의 넓은 파장 대역에서도 반사율이 감소한다. 특정 설계 파장의 4분의 1과 같은 두께의 층을 "4분의 1 파장 층"이라고 한다.
가장 흔한 종류의 광학 유리는 크라운 유리로, 굴절률은 약 1.52이다. 최적의 단일층 코팅은 약 1.23의 굴절률을 가진 재료로 만들어져야 한다. 이러한 낮은 굴절률을 가진 고체 재료는 없다. 코팅에 적합한 물리적 특성을 가진 가장 가까운 재료는 불화 마그네슘, MgF2(굴절률 1.38)와 1.30까지 낮은 굴절률을 가질 수 있지만 적용하기 더 어려운 불소수지이다. 크라운 유리 표면에 MgF2를 코팅하면 맨 유리일 때의 4%에 비해 약 1%의 반사율을 나타낸다. MgF2 코팅은 특히 굴절률이 1.9에 가까운 고굴절률 유리에서 훨씬 더 좋은 성능을 보인다. MgF2 코팅은 저렴하고 내구성이 뛰어나기 때문에 흔히 사용된다. 코팅이 가시광선 대역 중간의 파장을 위해 설계될 때, 전체 대역에서 상당히 좋은 반사 방지 성능을 제공한다.
연구원들은 1.12만큼 낮은 굴절률을 가진 메조포러스 실리카 나노입자 필름을 제작했으며, 이는 반사 방지 코팅으로 기능한다.

### 다층 간섭
실리카와 같은 낮은 굴절률 재료와 더 높은 굴절률 재료를 번갈아 가며 사용함으로써 단일 파장에서 0.1%만큼 낮은 반사율을 얻을 수 있다. 복잡하고 비교적 비싸지만 넓은 주파수 대역에서 매우 낮은 반사율을 제공하는 코팅도 만들 수 있다. 광학 코팅은 여러 파장에서 거의 제로에 가까운 반사율 또는 0° 이외의 입사각에서 최적의 성능과 같은 특수 특성을 가질 수도 있다.

### 흡수형
또 다른 종류의 반사 방지 코팅은 "흡수형 ARC"라고 불린다. 이 코팅은 표면을 통한 높은 투과가 중요하지 않거나 바람직하지 않지만 낮은 반사율이 필요한 상황에서 유용하다. 이들은 적은 층으로도 매우 낮은 반사율을 생성할 수 있으며, 표준 비흡수형 AR 코팅보다 종종 더 저렴하거나 더 큰 규모로 생산될 수 있다. (예를 들어, 미국 특허 5,091,244 참조) 흡수형 ARC는 종종 스퍼터 증착으로 생산되는 복합 박막에서 나타나는 특이한 광학적 특성을 이용한다. 예를 들어, 질화 타이타늄과 질화 니오븀은 흡수형 ARC에 사용된다. 이들은 대비 향상이 필요하거나 착색 유리를 대체할 때 (예: 음극선관 디스플레이에서) 유용할 수 있다.

### 나방 눈
나방의 눈에는 특이한 특성이 있다. 표면이 천연 나노구조 필름으로 덮여 있어 반사를 없애준다. 이를 통해 나방은 어둠 속에서도 잘 볼 수 있으며, 반사로 인해 포식자에게 위치가 노출되지 않는다. 이 구조는 육각형 패턴의 돌기들로 구성되어 있으며, 각 돌기는 대략 200 nm 높이에 300 nm 간격으로 배열되어 있다. 이러한 종류의 반사 방지 코팅은 돌기가 가시광선 파장보다 작기 때문에 빛이 공기와 매질 사이에 연속적인 경사 굴절률 광학을 가진 표면으로 인식하여 공기-렌즈 계면을 효과적으로 제거함으로써 반사를 줄이기 때문에 작동한다. 이 효과를 이용하여 인간이 실용적인 반사 방지 필름을 만들었다. 이것은 일종의 생체 모방이다. 캐논은 SWC 서브파장 구조 코팅에 나방 눈 기술을 사용하여 렌즈 플레어를 크게 줄였다.
이러한 구조는 광학 장치에서도 사용된다. 예를 들어, 산화 텅스텐과 산화철로 성장시킨 나방 눈 구조는 물 분해를 통해 수소를 생산하는 광전극으로 사용될 수 있다. 이 구조는 직경이 수백 마이크로미터인 산화 텅스텐 구형체에 수 나노미터 두께의 산화철이 코팅되어 있다.

### 원형 편광자

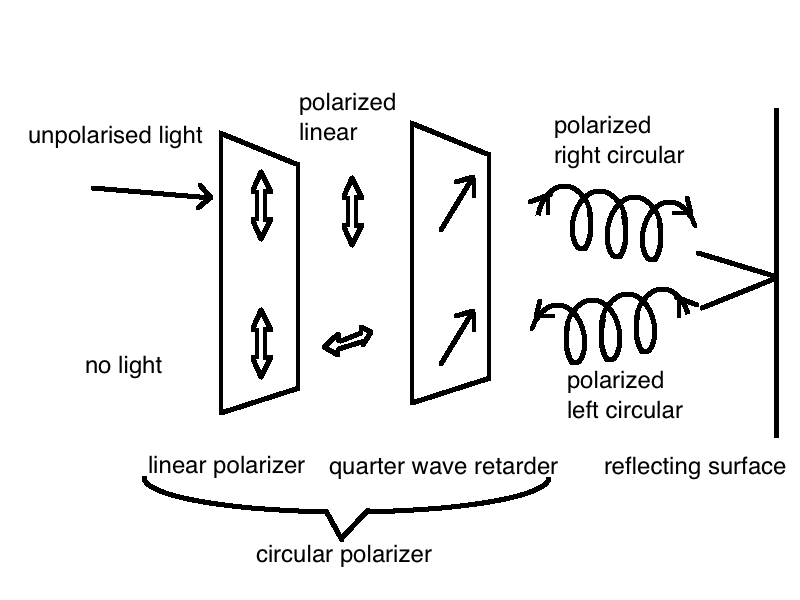
원형 편광자에 의해 반사가 차단된다.

표면에 원형 편광자를 적층하여 반사를 제거할 수 있다. 편광자는 한 카이랄성("방향")의 원형 편광된 빛을 투과시킨다. 편광자 뒤 표면에서 반사된 빛은 반대 "방향"으로 변환된다. 이 빛은 카이랄성이 변했기 때문에 (예: 우원편광에서 좌원편광으로) 원형 편광자를 다시 통과할 수 없다. 이 방법의 단점은 입력 빛이 비편광된 경우 어셈블리를 통한 투과율이 50% 미만이라는 것이다.

## 이론

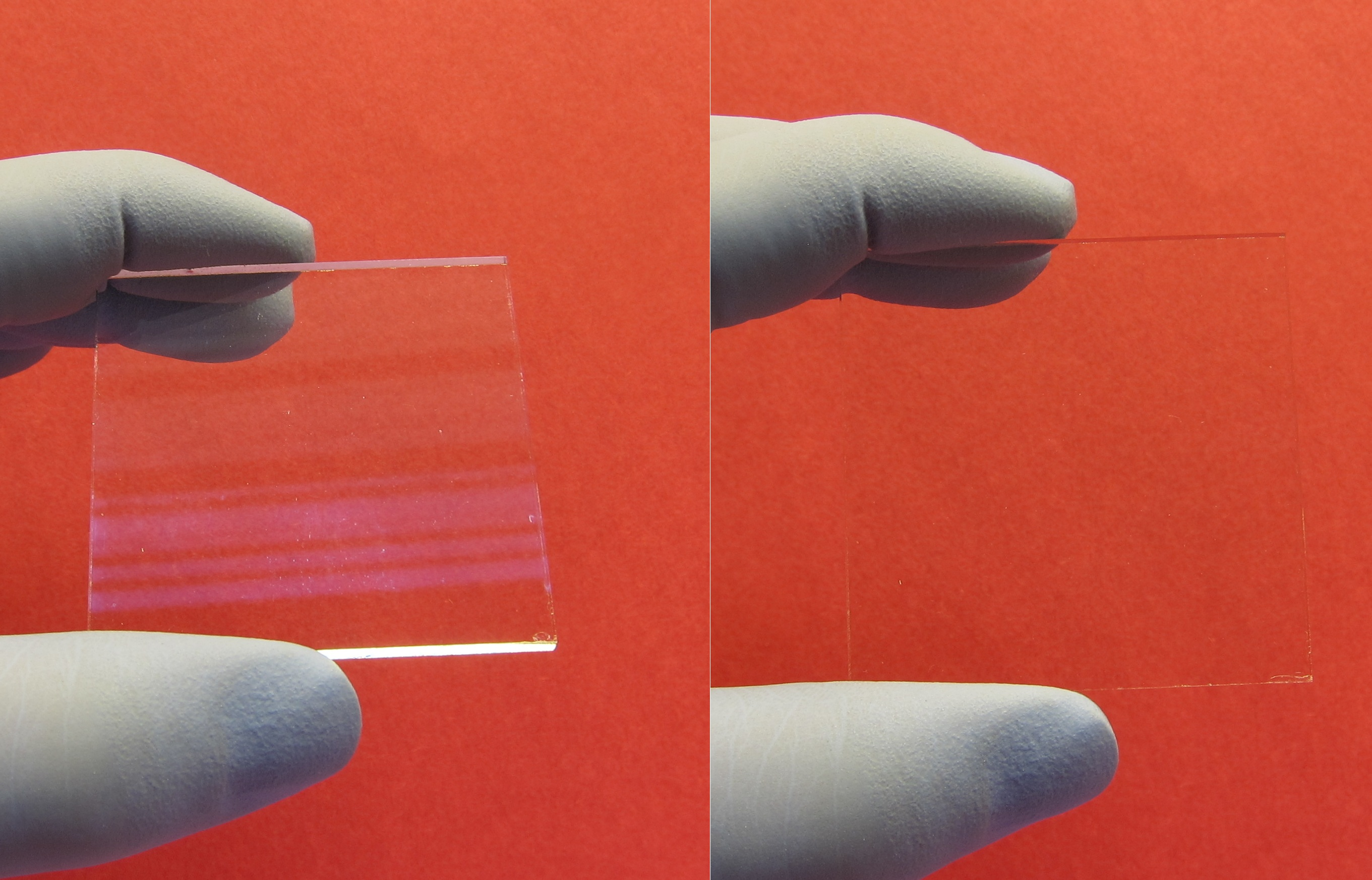
반사 방지 코팅된 창문, 45° 및 0° 입사각에서 표시됨

코팅으로 인한 광학 효과의 두 가지 별개의 원인이 있으며, 종종 두꺼운 필름 효과와 얇은 필름 효과라고 불린다. 두꺼운 필름 효과는 코팅(또는 필름) 위와 아래 층 사이의 굴절률 차이로 인해 발생한다. 가장 간단한 경우, 이 세 층은 공기, 코팅, 유리이다. 두꺼운 필름 코팅은 코팅이 빛의 파장보다 훨씬 두꺼운 한, 코팅의 두께에 의존하지 않는다. 얇은 필름 효과는 코팅의 두께가 빛의 4분의 1 또는 절반 파장과 거의 같을 때 발생한다. 이 경우, 일정한 광원의 반사가 상쇄간섭을 일으키도록 만들어져 별도의 메커니즘으로 반사를 줄일 수 있다. 필름의 두께와 빛의 파장에 매우 의존할 뿐만 아니라, 얇은 필름 코팅은 빛이 코팅된 표면에 부딪히는 각도에도 의존한다.

### 반사
광선이 한 매질에서 다른 매질로 이동할 때마다(예를 들어, 공기를 통해 이동한 후 유리 시트로 빛이 들어갈 때), 빛의 일부는 두 매질 사이의 표면(계면이라고 알려짐)에서 반사된다. 예를 들어, 창문을 통해 볼 때 창문 유리의 앞면과 뒷면에서 (약한) 반사를 볼 수 있다. 반사의 강도는 두 매질의 굴절률 비율과 광선에 대한 표면의 각도에 따라 달라진다. 정확한 값은 프레넬 방정식을 사용하여 계산할 수 있다.
빛이 수직 입사 (표면에 수직)로 계면에 닿을 때, 반사되는 빛의 세기는 반사 계수 또는 반사율, R로 주어진다:
{\displaystyle R=\left({\frac {n_{0}-n_{S}}{n_{0}+n_{S}}}\right)^{2},}
여기서 n0과 nS는 각각 첫 번째 매질과 두 번째 매질의 굴절률이다. R의 값은 0(반사 없음)에서 1(모든 빛 반사)까지 다양하며 일반적으로 백분율로 표시된다. R에 상보적인 것은 투과 계수 또는 투과율 T이다. 흡광과 산란이 무시된다면, T 값은 항상 1 − R이다. 따라서 세기 I의 광선이 표면에 입사하면, 세기 RI의 광선은 반사되고, 세기 TI의 광선은 매질로 투과된다.

무코팅 및 코팅된 표면의 반사 및 투과

공기(n0 ≈ 1.0)에서 일반 유리(nS ≈ 1.5)로 진행하는 가시광선의 단순화된 시나리오에서, 단일 반사에서 R 값은 0.04, 즉 4%이다. 따라서 빛의 최대 96%(T = 1 − R = 0.96)만 실제로 유리로 들어가고, 나머지는 표면에서 반사된다. 반사되는 빛의 양은 반사 손실로 알려져 있다.
더 복잡한 시나리오인 다중 반사의 경우, 예를 들어 창문을 통과하는 빛은 공기에서 유리로 들어갈 때와 창문의 다른 쪽에서 유리에서 공기로 돌아갈 때 모두 반사된다. 손실의 크기는 두 경우 모두 동일하다. 빛은 또한 한 표면에서 다른 표면으로 여러 번 튕겨질 수 있으며, 매번 부분적으로 반사되고 부분적으로 투과된다. 총체적으로, 결합된 반사 계수는 2R/(1 + R)로 주어진다. 공기 중 유리의 경우, 이는 약 7.7%이다.

### 레일리의 필름
제3대 레일리 남작 존 윌리엄 스트럿이 관찰한 바와 같이, 유리 표면의 얇은 막(예: 변색)은 반사율을 줄일 수 있다. 이 효과는 공기(굴절률 n0)와 유리(굴절률 nS) 사이에 굴절률 n1을 가진 얇은 물질 층이 있다고 상상함으로써 설명할 수 있다. 이제 광선은 두 번 반사된다. 한 번은 공기와 얇은 층 사이의 표면에서, 다른 한 번은 층-유리 계면에서 반사된다.
위의 방정식과 알려진 굴절률로부터, 두 계면의 반사율을 각각 R01과 R1S로 나타내어 계산할 수 있다. 따라서 각 계면에서의 투과는 T01 = 1 − R01 및 T1S = 1 − R1S이다. 따라서 유리로의 총 투과율은 T1ST01이다. n1의 다양한 값에 대해 이 값을 계산하면, 층의 최적 굴절률의 특정 값에서 두 계면의 투과율이 같으며, 이는 유리로의 최대 총 투과율에 해당함을 알 수 있다.
이 최적 값은 두 주변 지수의 기하 평균으로 주어진다.
{\displaystyle n_{1}={\sqrt {n_{0}n_{S}}}.}
공기 중 유리(nS ≈ 1.5)의 예에서(n0 ≈ 1.0), 이 최적 굴절률은 n1 ≈ 1.225이다.
각 계면의 반사 손실은 약 1.0% (총 손실 2.0%)이고, 전체 투과율 T1ST01은 약 98%이다. 따라서 공기와 유리 사이의 중간 코팅은 반사 손실을 절반으로 줄일 수 있다.

### 간섭 코팅
반사 방지 코팅을 형성하기 위해 중간층을 사용하는 것은 전기 신호의 임피던스 매칭 기술과 유사하다고 볼 수 있다. (유사한 방법이 광섬유 연구에서 사용되는데, 여기서 인덱스 매칭 오일이 때때로 전반사를 일시적으로 없애기 위해 사용되어 빛이 섬유로 결합되거나 섬유 밖으로 나올 수 있도록 한다.) 이론적으로는 공기의 굴절률과 기판의 굴절률 사이에서 각 층의 굴절률을 점진적으로 혼합하는 여러 층의 재료로 공정을 확장함으로써 반사를 더욱 줄일 수 있다.
그러나 실용적인 반사 방지 코팅은 반사 계수를 직접적으로 줄이는 것뿐만 아니라 얇은 층의 간섭 효과도 이용한다. 층의 두께가 정밀하게 조절되어 층 내에서 빛의 파장의 정확히 4분의 1(λ/4 = λ0/(4n1), 여기서 λ0은 진공 파장)이 된다고 가정하자. 이 층을 4분의 1 파장 코팅이라고 한다. 이 유형의 코팅에서는 수직 입사 빔 I가 두 번째 계면에서 반사될 때, 첫 번째 표면에서 반사된 빔보다 정확히 자신의 파장 절반만큼 더 이동하여 상쇄간섭을 일으킨다. 이것은 더 두꺼운 코팅 층(3λ/4, 5λ/4 등)에도 해당되지만, 이 경우 반사율이 파장과 입사각에 더 강하게 의존하기 때문에 반사 방지 성능이 더 나쁘다.
만약 두 빔 R1과 R2의 세기가 정확히 같다면, 그들은 정확히 위상이 반대이므로 서로 상쇄되어 상쇄간섭을 일으킬 것이다. 따라서 표면에서는 반사가 없고, 빔의 모든 에너지는 투과된 광선 T에 있어야 한다. 여러 층의 스택에서 반사를 계산할 때는 전송 행렬 방법을 사용할 수 있다.

4분의 1 파장 반사 방지 코팅에서의 간섭

실제 코팅은 완벽한 성능에 도달하지 못하지만, 표면 반사 계수를 0.1% 미만으로 줄일 수 있다. 또한, 층은 단 하나의 특정 파장에 대해서만 이상적인 두께를 가질 것이다. 다른 어려움으로는 일반 유리에 사용할 적합한 재료를 찾는 것이 있다. 왜냐하면 두 반사 광선을 정확히 같은 세기로 만들 수 있는 필수 굴절률(n ≈ 1.23)을 가진 유용한 물질이 거의 없기 때문이다. 불화 마그네슘(MgF2)은 자주 사용되는데, 이는 내구성이 강하고 물리 기상 증착을 사용하여 기판에 쉽게 적용할 수 있기 때문이다. 비록 그 굴절률이 바람직한 값(n = 1.38)보다 높지만 말이다.
표면에서 반사된 빛이 최대 상쇄간섭을 겪도록 설계된 여러 코팅 층을 사용하여 추가적인 감소가 가능하다. 이를 수행하는 한 가지 방법은 낮은 굴절률 층과 기판 사이에 두 번째 4분의 1 파장 두께의 고굴절률 층을 추가하는 것이다. 세 계면 모두에서 반사된 빛은 상쇄간섭과 반사 방지를 생성한다. 다른 기술은 코팅의 두께를 다양하게 사용한다. 두 개 이상의 층을 사용하여, 각각 원하는 굴절률과 분산의 가장 좋은 일치를 제공하도록 선택된 재료로 만들면, 최대 반사율이 0.5% 미만인 가시광선 범위(400~700 nm)를 덮는 광대역 반사 방지 코팅을 일반적으로 달성할 수 있다.
코팅된 광학 장치의 정확한 특성은 코팅된 광학 장치의 모양을 결정한다. 안경과 사진 렌즈에 일반적으로 사용되는 AR 코팅은 녹색과 분홍빛이 도는 코팅도 사용되지만, 다른 가시광선 파장보다 약간 더 많은 파란색 빛을 반사하기 때문에 다소 푸르스름하게 보이는 경우가 많다.
코팅된 광학 장치가 비수직 입사(즉, 표면에 수직이 아닌 광선)에서 사용되면 반사 방지 기능이 다소 저하된다. 이는 층에서 축적된 위상이 즉시 반사된 빛의 위상에 비해 정상 각도에서 증가함에 따라 감소하기 때문에 발생한다. 이는 직관에 반하는 현상인데, 광선이 정상 입사보다 층에서 더 큰 총 위상 변화를 겪기 때문이다. 이 역설은 광선이 들어온 곳과는 공간적으로 떨어져서 층을 벗어나 더 멀리 이동해야 했던(따라서 더 많은 자체 위상을 축적한) 들어오는 광선으로부터의 반사와 간섭할 것이라는 점에 주목함으로써 해결된다. 최종 효과는 상대 위상이 실제로 감소하여 코팅이 기울어짐에 따라 코팅의 반사 방지 대역이 더 짧은 파장으로 이동하는 경향이 있다는 것이다. 비수직 입사각은 일반적으로 반사를 편광 의존적으로 만들기도 한다.

### 텍스처 코팅
반사는 3D 피라미드 또는 2D 홈(격자)으로 표면을 질감화하여 줄일 수 있다. 이러한 종류의 질감 코팅은 예를 들어 랭뮤어-블로젯 기법을 사용하여 만들 수 있다.
파장이 텍스처 크기보다 크면 텍스처는 반사가 감소된 점진적 굴절률 필름처럼 작동한다. 이 경우 반사를 계산하기 위해 유효 매질 근사를 사용할 수 있다. 반사를 최소화하기 위해 입방형, 5차 또는 적분 지수형 프로필과 같은 다양한 피라미드 프로필이 제안되었다.
파장이 텍스처 크기보다 작으면, 반사 감소는 기하 광학 근사의 도움으로 설명할 수 있다. 광선은 광원으로 되돌아가기 전에 여러 번 반사되어야 한다. 이 경우 반사는 광선 추적을 사용하여 계산할 수 있다.
텍스처를 사용하면 특징 크기와 비슷한 파장에 대한 반사도 줄어든다. 이 경우 근사는 유효하지 않으며, 반사는 수치 전자기학으로 맥스웰 방정식을 수치적으로 풀어 계산할 수 있다.
텍스처 표면의 반사 방지 특성은 최적의 텍스처 크기를 찾기 위해 광범위한 크기-파장 비율(장파 및 단파 한계 포함)에 대해 문헌에서 잘 논의되어 있다.

## 역사
위에 언급된 굴절률 정합 "코팅"은 1886년 제3대 레일리 남작 존 윌리엄 스트럿에 의해 발견되었다. Cooke 회사의 해럴드 데니스 테일러는 1904년에 이러한 코팅을 생산하는 화학적 방법을 개발했다.
간섭 기반 코팅은 1935년 칼 자이스 AG 광학 회사에서 일하던 올렉산더 스마쿨라가 발명하고 개발했다. 이 코팅은 제2차 세계 대전 말 연합군이 비밀을 알아낼 때까지 몇 년 동안 독일 군사 비밀로 남아 있었다.
캐서린 버 블로젯과 어빙 랭뮤어는 1930년대 후반에 랭뮤어-블로젯 필름으로 알려진 유기 반사 방지 코팅을 개발했다.

## 같이 보기
- 스크래치 방지 코팅
- 이색 필터
- 렌즈 플레어, AR 코팅이 줄이는 데 도움이 된다.